# Iuliu Ardelean
Iuliu Ardelean (n. 1888 Ocna Șugatag, Maramureș) a fost un deputat în Marea Adunare Națională de la Alba Iulia, organismul legislativ reprezentativ al „tuturor românilor din Transilvania, Banat și Țara Ungurească”, cel care a adoptat hotărârea privind Unirea Transilvaniei cu România, la 1 decembrie 1918 .

## Biografie
Iuliu Ardelean a urmat studiile la Universitatea teologică, fiind hirotonit preot în 1913; a fost ales membru al Consiliului Național local și a murit în închisoarea din Pitești.